# 丝梗三宝木
丝梗三宝木（学名：Trigonostemon filipes）为大戟科三宝木属的植物，为中国的特有植物。分布于中国大陆的云南、广西等地，一般生于石灰岩山灌木林中，目前尚未由人工引种栽培。

## 异名
- Trigonostemon filipes Y. T. Chang et X. L. Mo
- Trigonostemon kwangsiensis Hand.-Mazz. var. viridulus H. S. Kiu